# Chisocheton montanus
Chisocheton montanus là một loài thực vật có hoa trong họ Meliaceae. Loài này được P.F.Stevens mô tả khoa học đầu tiên năm 1975.